# Rauno Ailus
Rauno Ailus, né le 28 avril 1940, est un ancien joueur finlandais de basket-ball. Il est le père de Ray Ailus.